# Parantica distrata
Parantica distrata är en fjärilsart som beskrevs av Hans Fruhstorfer 1910. Parantica distrata ingår i släktet Parantica och familjen praktfjärilar. Inga underarter finns listade i Catalogue of Life.